# Paralacydes roseata
Paralacydes roseata är en fjärilsart som beskrevs av Rothschild 1910. Paralacydes roseata ingår i släktet Paralacydes och familjen björnspinnare. Inga underarter finns listade i Catalogue of Life.